# Suzy (Aisne)
Suzy era una comuna francesa situada en el departamento de Aisne, de la región de Alta Francia, que el 1 de enero de 2019 pasó a ser una comuna delegada de la comuna nueva de Cessières-Suzy.

## Geografía
Está ubicada a 10 km al oeste de Laon.

## Demografía
| 216 | 252 | 242 | 260 | 291 | 270 | 298 | 313 |
| Para los censos de 1962 a 1999 la población legal corresponde a la población sin duplicidades (Fuente: INSEE [Consultar]) |     |     |     |     |     |     |     |